# Mathias Belka

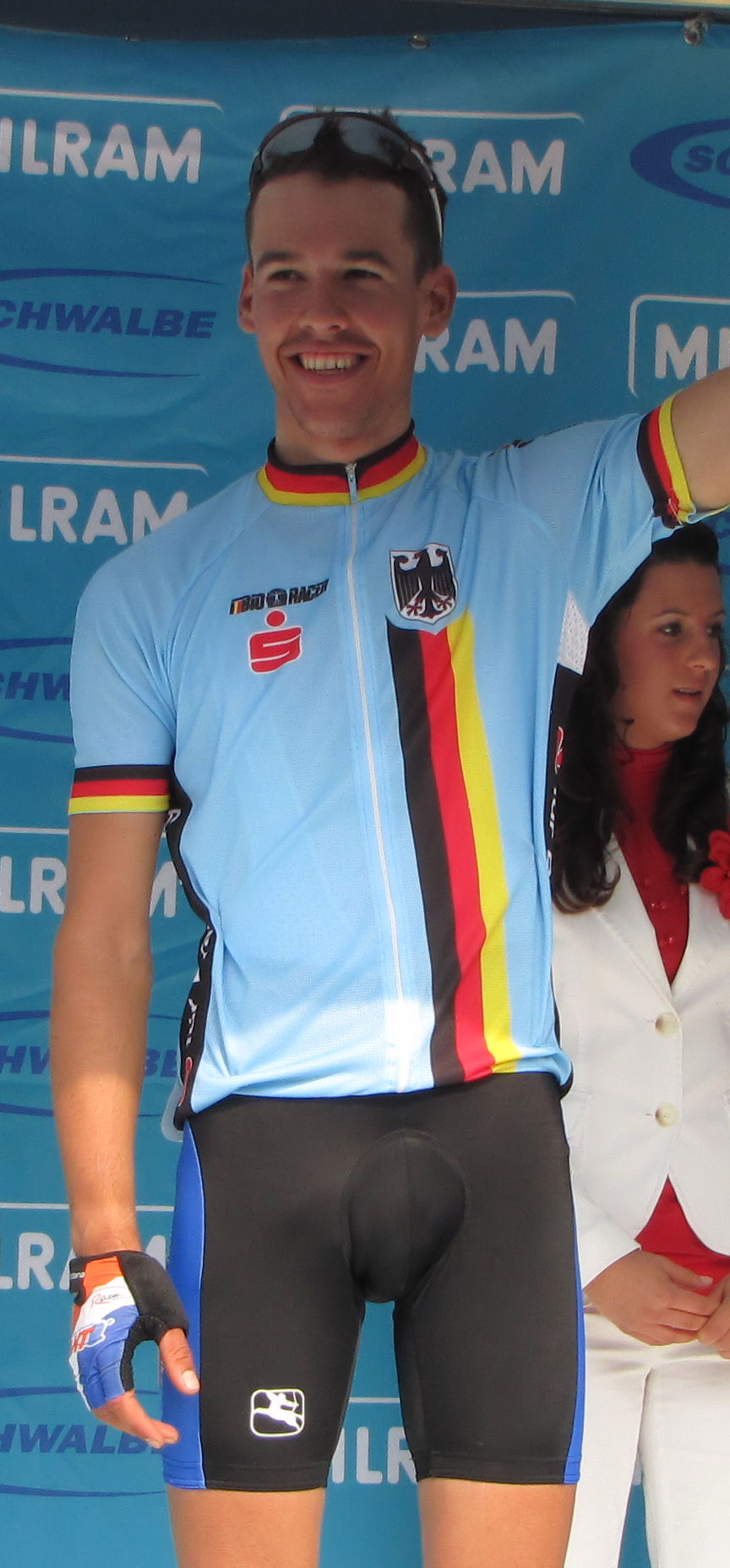
Mathias Belka

Mathias Belka (* 15. Juni 1986 in Cottbus) ist ein deutscher Straßenradrennfahrer.
Mathias Belka wurde 2004 in der Juniorenklasse bei der Niedersachsen-Rundfahrt Zweiter in der Gesamtwertung hinter Blel Kadri und gewann die Gesamteinzelwertung der Rad-Bundesliga der Junioren. In der Saison 2007 belegte er bei der Thüringen-Rundfahrt den dritten Platz in der Gesamtwertung. Ab 2008 fuhr er für das deutsche Continental Team LKT Brandenburg. In seinem zweiten Jahr dort gewann er das Sachsenringradrennen und das polnische Eintagesrennen Puchar Uzdrowisk Karpackich. Außerdem wurde er Dritter bei Rund um Köln und 14. beim Eschborn-Frankfurt City Loop.
Zum Ende der Saison 2012 beendete er seine Karriere, um sein Studium zu beenden. Hintergrund war es seinen Angaben zufolge, dass es ihm nicht gelang einen Vertrag bei einem höherklassigen Radsportteam zu erlangen, um den Radsport auf einem professionellen Niveau fortzuführen.

## Erfolge
2009
- Rund um den Sachsenring
- Puchar Uzdrowisk Karpackich

2011
- Universiade - Teamzeitfahren

## Teams
- 2008 LKT Team Brandenburg
- 2009 LKT Team Brandenburg
- 2010 LKT Team Brandenburg
- 2011 TT Raiko Argon 18
- 2012 Raiko Stölting (bis 31. August)